# Péritectique
Un péritectique est un mélange de deux corps purs dans des proportions définies, et qui fond de manière particulière : il se décompose en un liquide et en un solide, le nouveau solide étant d'une phase différente de celle du péritectique :
liquide + Asolide → Psolide
Sur le diagramme de phase, il se reconnaît aisément : la droite verticale correspondant au péritectique s'arrête sur une frontière de phases horizontale, faisant comme un T.
Le solide dont la composition correspond au péritectique ne peut généralement pas être obtenu par simple refroidissement d'un liquide de même composition.